# A.V. Hollandia (studentenvereniging)
De Akademische Vereeniging Hollandia was een studentenvereniging voor Nederlandse studenten aan de RWTH Aken, opgericht op 20 mei 1885. A.V. Hollandia had, met onderbrekingen, een actieve werking tot en met 2000.

## Geschiedenis
De Akademische Vereeniging Hollandia werd op 20 mei 1885, vijftien jaar na de oprichting van de RWTH Aken, opgericht speciaal voor Nederlandse studenten aan deze technische hogeschool.
Rondom 1900 nam A.V. Hollandia een soort middenpositie in in het Akens studentenleven, en bemiddelde de vereniging bijvoorbeeld tussen verschillende corps die een conflict hadden. Ook zamelde de vereniging geld in voor de ambulancedienst van het leger van de Zuid-Afrikaansche Republiek tijdens de Boerenoorlog. In 1899 bedroeg de opbrengst van de inzamelactie zo'n 1000 Mark.
Op 25 mei 1935 vierde Hollandia haar 50-jarig bestaan. De feestelijkheden bestonden uit een Kommers, waarbij de Nederlandse consul en de rector magnificus van de RWTH Aken aanwezig waren. Bij het 70-jarig jubileum in 1955 waren de rector-magnificus, de burgemeester van Aken en de regeringspresident nog aanwezig bij de festiviteiten. In 1985, bij het honderdjarig bestaan van de vereniging, waren er een periode geen actieve leden meer, en bestond de vereniging alleen nog uit oud-leden. Sinds 2000 zijn er op de website van de vereniging geen activiteiten meer te bespeuren.

## Tradities en symboliek
A.V. Hollandia was een studentenvereniging naar Duits model, met een Nederlandse inslag. Dit hield bijvoorbeeld in dat leden een rood-wit-blauw lint droegen als kleuren. Oud-leden van de vereniging worden 'oud-heeren' genoemd en zijn verenigd in een 'oud-heerenbond', naar het voorbeeld van een Altherrenverband zoals deze bij Duitse studentenverenigingen bestaan. De oud-heerenbond steunde de studerende leden, ook wel Aktivitas genaamd. Ook voerde de vereniging de Duitse Biercomment in, een soort regelement voor hoe studenten met elkaar omgaan op (formele) bijeenkomsten van de vereniging. Nieuwe leden vielen in hun eerste jaar onder een Fuchsmajor en hadden een mentor in de vereniging, een 'biervader'.
Omdat de vereniging naar Duits model was gevormd, hield dit ook in dat het ledenaantal van de vereniging beperkt werd tot rond de 50 actieve leden. Hierdoor konden niet alle Nederlandse studenten in Aken lid worden van de vereniging. Om deze reden werd in 1957 KAV Alcuinus opgericht, een vereniging naar Nederlands model.
Het verenigingsschild van A.V. Hollandia heeft verschillende fasen doorgaan. Het meest recente schild dateert van 1959, en bestaat uit in het eerste kwartier de Nederlandse driekleur met zirkel, in het tweede kwartier de Nederlandse leeuw, in het derde kwartier de Duitse adelaar en op het vierde kwartier een lauwerkrans met de oprichtingsdatum. De wapenspreuk van de vereniging is 'Mijn schilt ende betrouwen', uit de zesde strofe van het Wilhelmus.